# Minshull Vernon
Minshull Vernon – osada w Anglii, w hrabstwie ceremonialnym Cheshire, w dystrykcie (unitary authority) Cheshire East. Leży 29 km na wschód od miasta Chester i 242 km na północny zachód od Londynu. Miejscowość liczy 224 mieszkańców.